# 沙普罗德
沙普罗德是德国梅克伦堡-前波美拉尼亚州的一个市镇。总面积19.65平方公里，总人口509人，其中男性263人，女性246人（2011年12月31日），人口密度26人/平方公里。